# Süni és barátai
A Süni és barátai magyar televíziós bábfilmsorozat, amelyet az Aladin Filmstúdió készített 1995 és 1996 között.
A díszleteket Keresztes Dóra tervezte.

## Rövid tartalom
A sorozat négy együtt lakó barát, Süni (a sündisznó), Borzas (a borz), Röfi (a vaddisznó) és Kakukk (a kakukk) mindennapjaiba nyújt bepillantást. A történet a négy erdei barát kalandjait meséli el.

### Alkotók
- Írta: Csukás István
- Dramaturg: Gál Mihály, szerkesztő (Magyar Televízió)
- Rendezte: Osvát András, Baksa Balázs, Szakály Mátyás
- Zeneszerző: Kemény Gábor, Kocsák Tibor, Szakály László
- Operatőr: Abonyi Antal, Körtési Béla, Sárközi András
- Segédoperatőr: Rácz Tiger Péter
- Ötlet: Salusinszky Miklós, Svéd Pál, Szakály Mátyás
- Díszlettervező: Keresztes Dóra
- Bábtervező: Furlán Ildikó
- Bábszínészek: Balogh Attila, Bartha Katalin, Háray Ágnes, Kilin Ildikó, Kószás Barbara, Kuthy Ágnes, Pille Tamás, Rusz Judit, S. Tóth Judit
- Bábok: Furlán Ildikó
- Munkatársak: Berényi Andrea, Krausz Diána, Leiwander István, Major Edina, Solt Sándor, Dr. Szabó Lajos, Tóth Lujza, Zavecz János
- A rendező munkatársai: Berényi Andrea, Molnár Bea, Pap Ildikó, Pokorny Péter
- Gyártásvezető: Hegedűs Katalin, Kiss Erzsébet
- Produkciós vezető: Salusinszky Miklós

Készítette a Magyar Televízió megbízásából az Aladin Filmstúdió.

## Szereplők
| Szereplő     | Bábszínész | Magyar hang                     |
| ------------ | ---------- | ------------------------------- |
| Süni         | ∅          | Für Anikó                       |
| Borzas       | ∅          | Garas Dezső                     |
| Kakukk       | ∅          | Hernádi Judit                   |
| Röfi         | ∅          | Rudolf Péter                    |
| Hollópostás  | ∅          | Haás Vander Péter               |
| Rádióbemondó | ∅          | Czigány Judit Dobránszky Zoltán |

## Bábjátékosok
Bartha Katalin, Kószás Barbara, S. Tóth Judit